# Marcellin Boule
Marcellin Boule (Pierre-Marcellin Boule) (Montsalvy, Cantal megye, 1861. január 1. – Montsalvy, 1942. július 4.) francia őslénykutató.
Sokoldalú tudós volt, földtannal és fizikai antropológiával is foglalkozott.

## Élete
- Egyetemre Toulouse-ban járt, de már közben munkába állt
- a párizsi Természettudományi Múzeumban (Muséum National d’Histoire Naturelle):
  - diák, 1887–1892
  - preparátor 1892–1894
  - tanársegéd, 1894–1900
  - adjunktus, 1900–1901
  - professzor, 1902–1936
- 1893–1940 között szerkesztette az Antropológia (L’Anthropologie) folyóiratot. Két másik szakmai kiadványt is alapított.
- 1910-től sok éven át igazgatta a párizsi Ősrégészeti Intézetet (Institut de Paléontologie Humaine)

## Tanárai
- Émile Cartailhac (Toulouse)
- Albert Gaudry, Édouard Lartet (MNHN)

## Nevesebb tanítványai
- Jean Piveteau
- Pierre Teilhard de Chardin

## Tudományos eredményei
A Francia-középhegység földtanát vizsgálva behatárolt több paleovulkánt (1900).
Számos ősembermaradványt írt le Európa, Észak-Afrika és a Közel-Kelet több országából. Ő írta le először egy neandervölgyi ember (Homo neanderthalensis) teljes csontvázát – az 1908-ban a délnyugat-franciaországi La Chapelle-aux-Saints-ben előkerült példányt. Boule a csontváz sajátosságait általános, fajspecifikus ismérveknek tekintette és ezért úgy vélte, hogy a neandervölgyiek roggyantan, nem teljesen felegyenesedve járhattak. Afféle szőrös, állatias vonásokat hordozó, gorillaszerű lényeknek tartotta őket. A tudományos közvélemény elfogadta eredményeit, és a következő évtizedekben a neandervölgyit rendkívül primitív lénynek, a törzsfejlődés egy oldalágának tartották. A panoptikumokban, népszerű könyvekben, filmekben és egyéb műalkotásokban máig így ábrázolják, bár az 1950-es években a csontváz felülvizsgálata kimutatta, hogy az öreg (több mint 40 éves) férfi ízületeit jócskán eltorzította az időskori köszvény és az ifjúkori angolkór, tehát alkata semmiképpen sem tekinthető tipikusnak.
Közreműködött a piltdowni ember néven elhíresült tudományos csalás tisztázásában, és már 1915-ben leírta, hogy a talált állkapocs egyáltalán nem emberszerű, hanem jóval inkább egy gorilláéra hasonlít.

## Fontosabb művei
- L'homme fossile de la Chapelle-aux-Saints. (A Chapelle-aux-Saints-i ősember.) Annales de Paléontologie 6: 1–64 (1911), 7: 65–208, 8: 209–279, 12–14 (1912)
- Les Hommes fossiles (Az ősember, 1921).